# Прокопьево (Кемеровская область)
Прокопьево — село в Тяжинском районе Кемеровской области. Входит в состав Ступишинского сельского поселения.

## География
Центральная часть населённого пункта расположена на высоте 148 метров над уровнем моря.

## Население
По данным Всероссийской переписи населения 2010 года, в селе Прокопьево проживает 74 человека (32 мужчины, 42 женщины).